# Valdosta State Blazers
Los Valdosta State Blazers (Blazers de la Estatal de Valdosta) es el equipo deportivo que representa a la Universidad Estatal de Valdosta ubicada en Valdosta, Georgia en la NCAA Division II como miembro de la Gulf South Conference desde 1981 con 12 equipos deportivos. Hasta 1972 eran conocidos como Rebels.

## Finales Nacionales

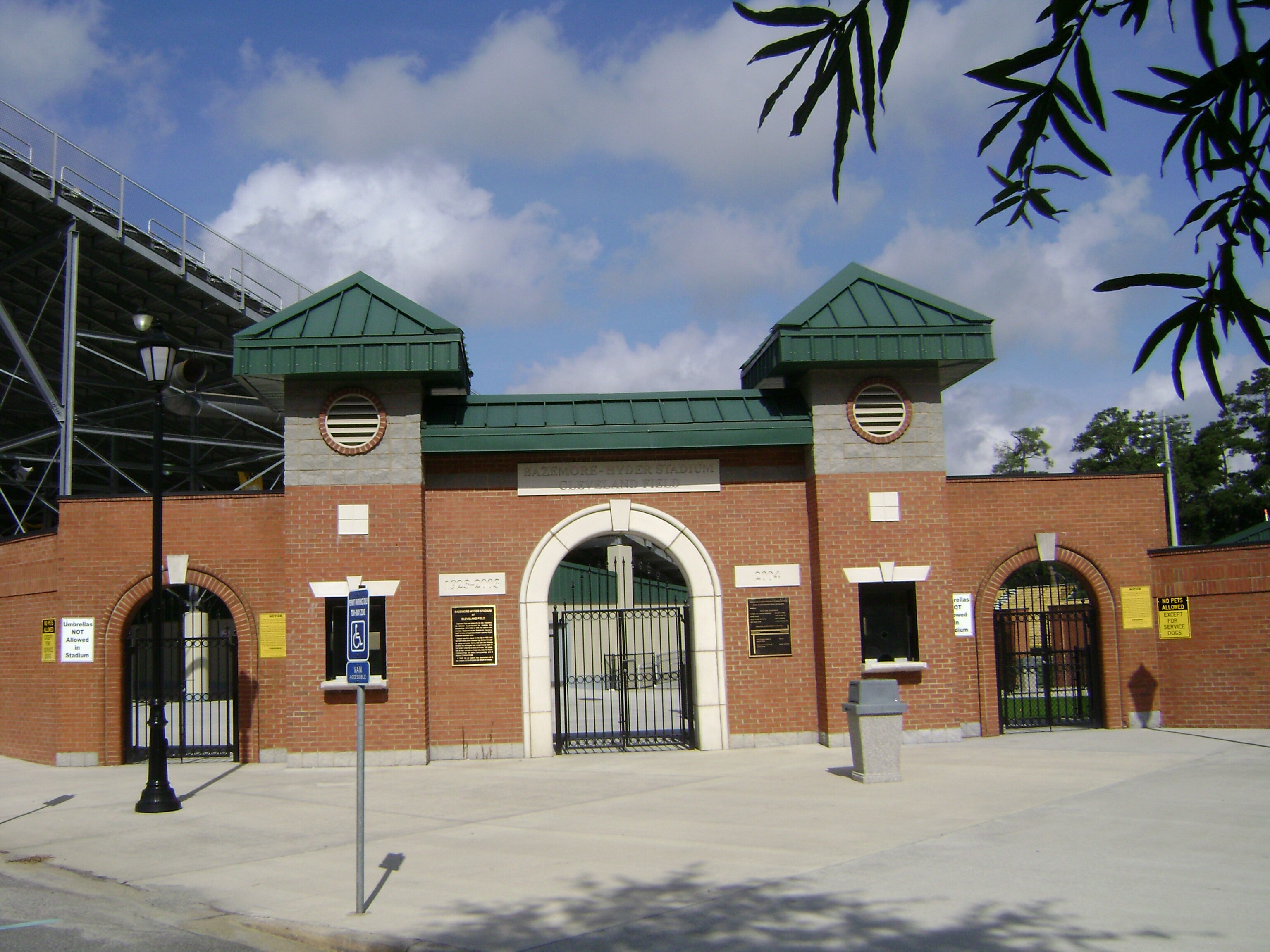
Bazemore–Hyder Stadium

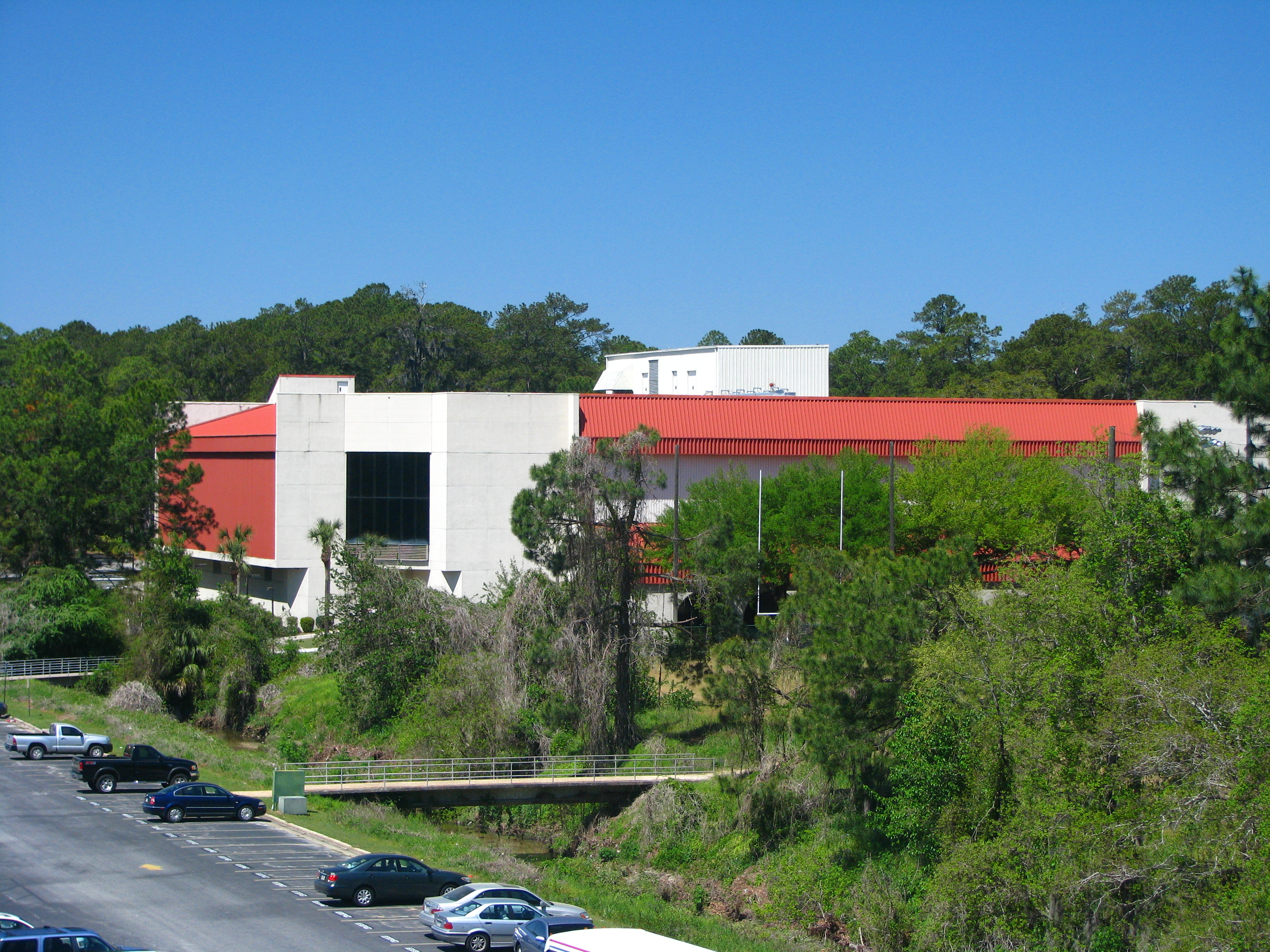
VSU PE Complex

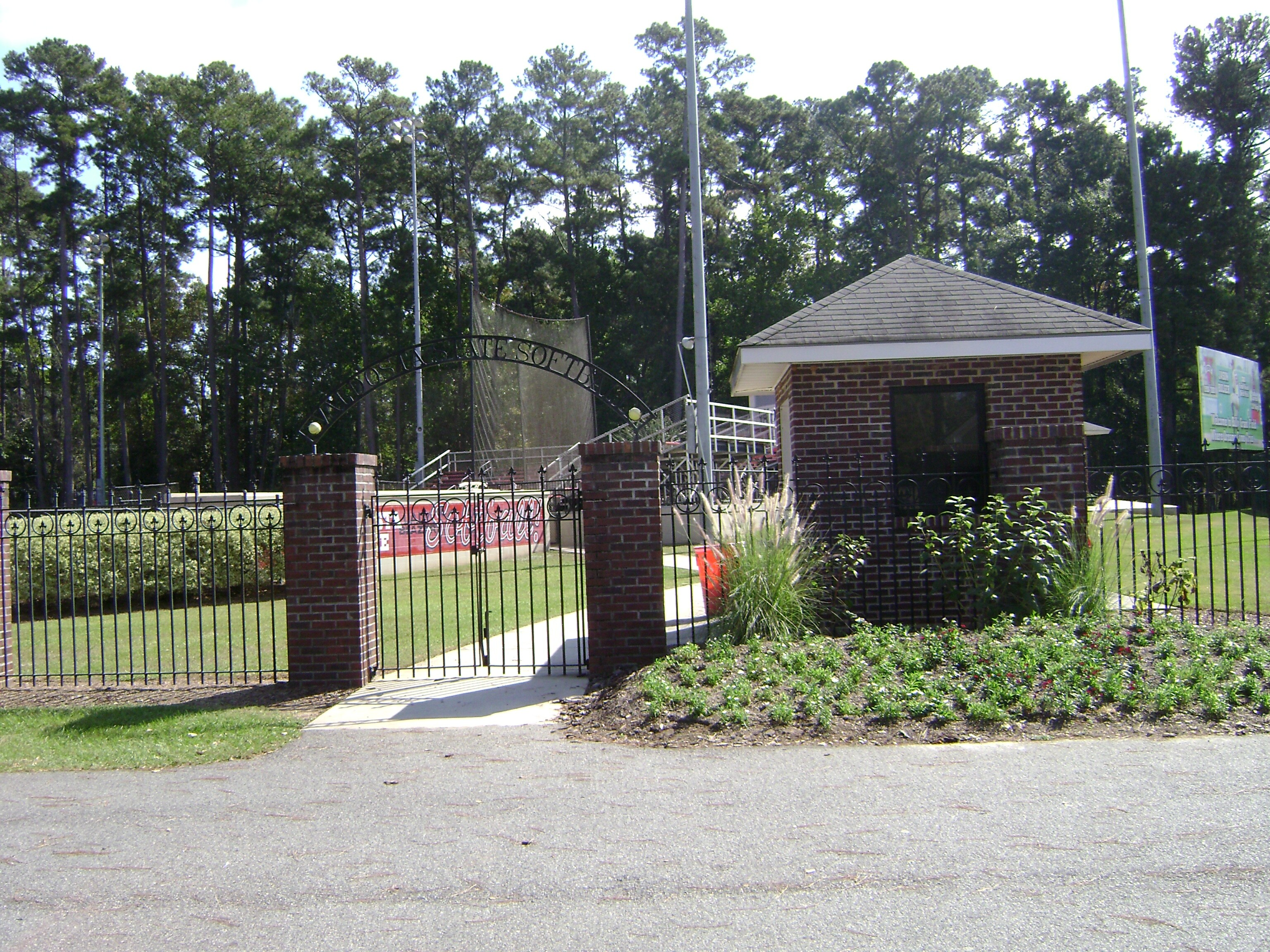
VSU Softball Complex

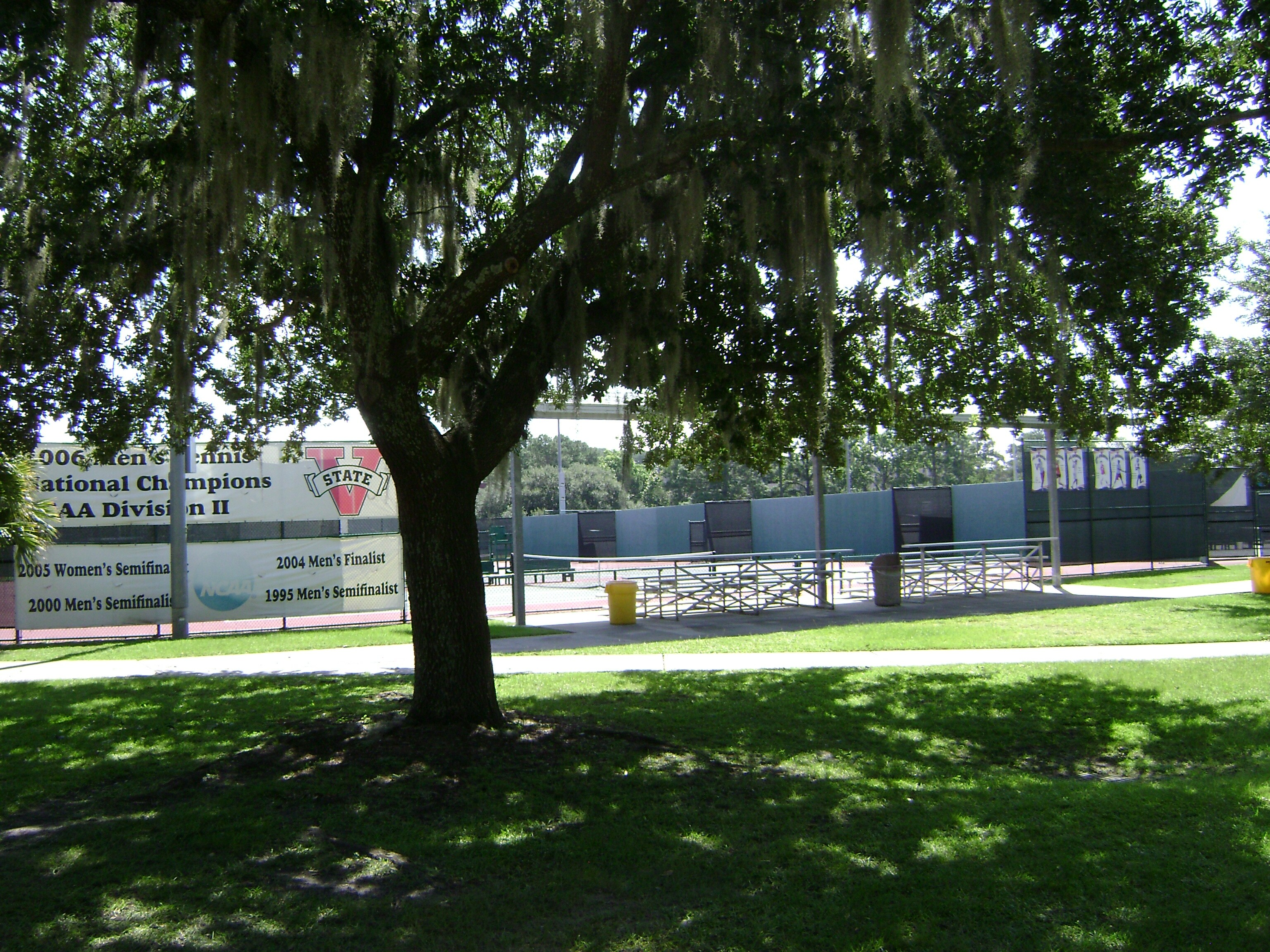
VSU Tennis Courts

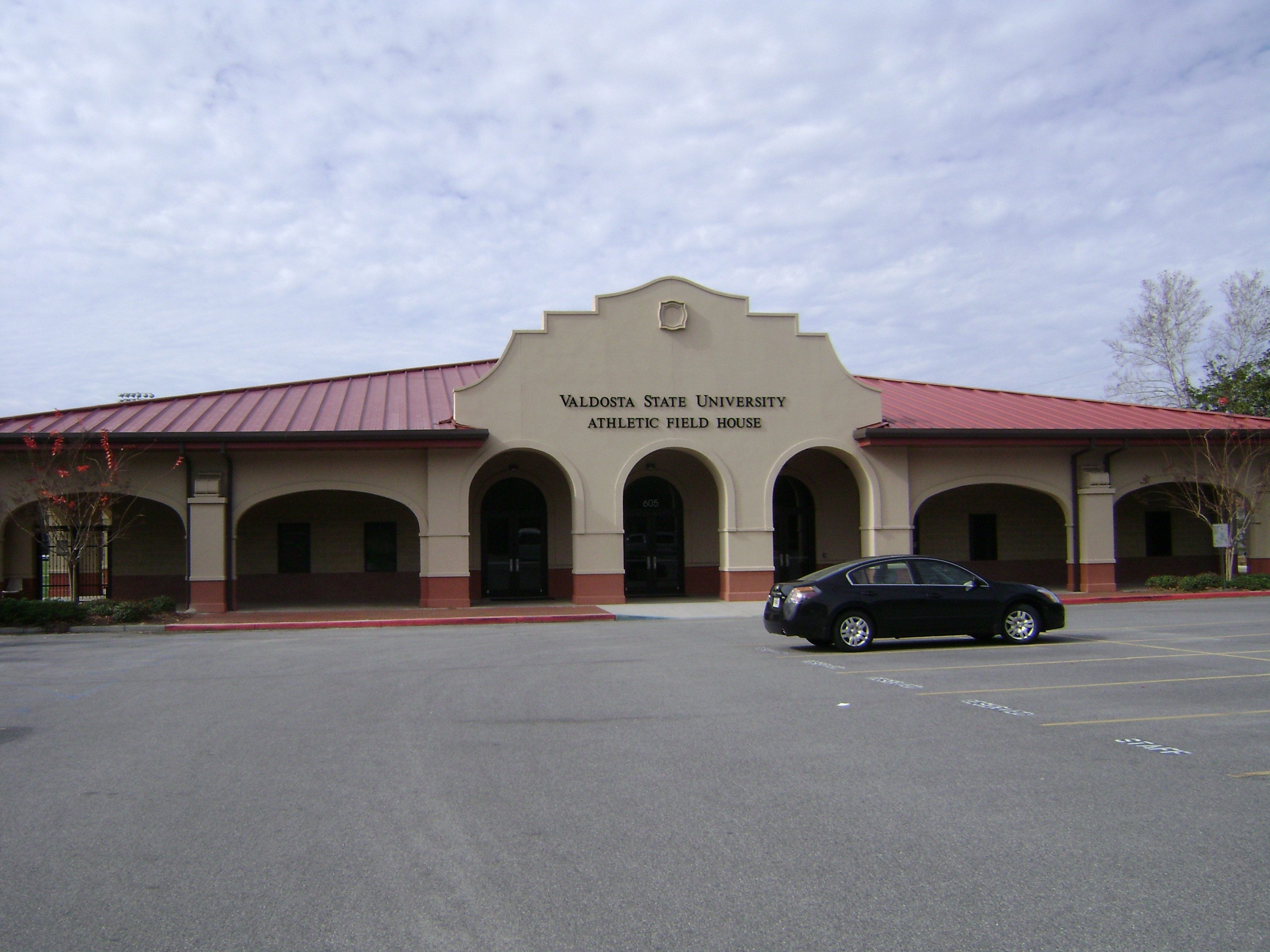
VSU Athletic Fieldhouse

| Año           | Deporte          | Resultado |
| ------------- | ---------------- | --------- |
| 1979          | Béisbol          | ganó      |
| 2002          | Fútbol americano | perdió    |
| 2004          | Fútbol americano | ganó      |
| 2004          | Tenis masculino  | perdió    |
| 2006          | Tenis masculino  | ganó      |
| 2007          | Tenis masculino  | perdió    |
| 2007          | Fútbol americano | ganó      |
| 2010          | Tenis masculino  | perdió    |
| 2010          | Softbol          | perdió    |
| 2011          | Tenis masculino  | ganó      |
| 2012          | Softbol          | ganó      |
| 2012          | Fútbol americano | ganó      |
| 2014          | Softbol          | perdió    |
| 2018          | Fútbol americano | ganó      |
| 14 apriciones | 4 deportes       | 8–6       |

## Deportes

### Fútbol Americano
Inició en 1981 y han tenido ocho entrenadores en jefe. Los Blazers ganaron el campeonato nacional de Division II en 2018 venciendo a Ferris State Bulldogs 49-47.  Los Blazers también lo ganaron en 2012 veniciendo a Winston-Salem State Rams 35-7. VSU también ganó en 2007 ante Northwest Missouri State Bearcats 25-20. Los Blazers también ganaron en 2004 al ganar 36–31 sobre Pittsburg State Gorillas. Los Blazers perdieron ante Grand Valley State Lakers 24-31 en 2002. Los Blazers han ganado 9 campeonatos de la Gulf South Conference (1996, 2000, 2001, 2002, 2004, 2010, 2018, 2019, 2021*). *Co-champions junto a West Florida Argonauts.
Dos jugadores notables han sido Jessie Tuggle, linebacker en la NFL entre 1987–2000 con los Atlanta Falcons, y Chris Hatcher que fue quarterback que ganó el Harlon Hill Trophy en 1994. Hatcher fue también entrenador en jefe del equipo entre 2000–2006 con un record de 68–10 con un título nacional y cuatro de conferencia en sus seis años en Valdosta State.

### Tenis
Valdosta State ganó el título de la NCAA Division II en 2011 venciendo 5–2 a Barry Buccaneers en Altamonte Springs, Florida.  Los Blazers también ganaron en 2006 al vencer a Lynn Fighting Knights 5-2 y terminar la temporada invictos. Los Blazers han disputado el título nacional en 2004, 2007 y 2010.
Los Blazers terminaron entre los mejores dos equipos de la Gulf South Conference cada año entre 1994–2012.  El equipo masculino ha ganado el título de conferencia nueve veces (1996, 2000, 2001, 2004, 2007, 2008, 2009, 2010, 2011), empatando con el equipo femenil de West Florida Argonauts con más títulos de la conferencia GSC.  En 2011 fueron el primer equipo de tenis en ganar cinco veces el título de la GSC.
Su equipo femenil ha ganado el título de la Gulf South Conference en 2005, 2008 y 2010.  Las Lady Blazers han llegado en el torneo nacional Division II al Final Four en 2004 y 2008.
John Hansen fue el entreoador de ambos equipos de Valdosta pos 41 Años. Hansen fue nombrado entrenador del año en la Gulf South Conference 15 veces, 11 en masculino y cuatro en femenino.

### Béisbol
El equipo se formó en 1954 y jugaron su primera temporada oficial en 1955. Su primer entrenador fue Walter Cottingham, y fue el primer equipo de béisbol de la Georgia Conference.  Billy Grant fue el entrenador en 1960 y el campo de béisbol de la universidad lleva su nombre por sus logros. Tommy Thomas fue el entrenador en 1967 y estuvo con el equipo hasta 2007. Con Thomas los Blazers tuvieron 34 temporadas ganadoras, dos títulos de conferencia, tres títulos divisionales, ocho apariciones en el torneo nacional, y el título de la Division II en 1979. Tommy Thomas es el líder histórico en victorias en la NCAA Division II con 1302. Greg Guilliams fue el entrenador en 2008 y ganó el título de la división este de la Gulf South Conference East Division y logró la clasificación al torneo nacional por primera vez en los úlitmo s siete años. Valdosta State ganó en 2010 el título de la GSC.

### Softbol
Las Lady Blazers ganaron en 2012 el campeonato nacional de la NCAA Division II, el primero de VSU y de cualquier miembro de la Gulf South Conference en la historia venciendo a UC San Diego Tritons 4-1. Las Lady Blazers terminaron esa temporada con record de 58–5. También tiene el record de más victorias consecutivas en la GSC con 36. Morgan Johnson ganó el Gulf South Commissioner's Trophy, el mayor honor dentro de la Conferencia en la temporada 2011–12 luuego de que las Blazers ganaran el título nacional. Johnson fue la primera mujer de VSU en ganar el trofeo desde la temporada 1996–97 y la primera jugadora de softbol en conseguirlo.
En 2010 VSU participó por primera vez en el torneo nacional de Division II e iniciaron venciendo 4–3 a Hawaii Pacific, terminando con un record de 51–9. En 2009 las Lady Blazers tuvieron una marca de 57–8 y rompieron 16 records de la universidad, incluyendo el de más victorias, más carreras (503), hits (638), corredoras en base (452) y home runs (98).
Valdosta State es el único equipo de softbol en la Gulf South Conference en ganar cinco campeonatos consecutivos (2009, 2010, 2011, 2012, 2013).
Thomas Macera dirige al equipo desde 2006. Macera fue entrenador asistente en VSU en los años 1990. Macera es el entrenador más ganador que ha tenido Valdosta State con más de 303 victorias. En sus primeros seis años, Macera nunca ganó menos de 41 partidos y ganó al menos 50 en tres ocasiones diferentes. En 2012 Macera junto al resto del staff de entrenadores Stephanie Carlson, Lindsay Campana y Jordon Yost ganaron el National Fastpitch Coaches’ Association's Division II National Coaching Staff of the Year. Macera también ganó el entrenador del año en la GSC en 2007 y el de la South Region en 2012.

### Baloncesto

#### Masculino
Se formó en 1955 como los 'Rebels'. Walter Cottingham fue el primer entrenador del equipo y estuvo hasta 1958. Gary Colson tomó al equipo en 1959, justo cuando VSC inició su participación en la GIAC. En esos años los Rebels terminaron en primer lugar varias veces y Colson tuvo el mayor porcentaje de victoria en la historia de Valdosta State con .707.
En 1968 Jimmy Melvin fue nombrado entrenador de VSC. En 1971 James Dominey tomó al equipo. Después de 1972 Valdsota State cambió su nombre de 'Rebels' por 'Blazers'. En 1973 los Blazers venieron a los entonces tricampeones defensores Kentucky State Thorobreds en la primera ronda del NAIA tournament. Dominey fue el entrenador hasta el 2000 tras 29 años registrando la mayor cantidad de victorias en el equipo.
Jim Yarbrough dirigió al equipo entre 2001 y 2005. Mike Helfer tomó al equipo en 2006 y los llevó al título de la Gulf South Conference East Division en 2008–2009, siendo el primer título en la historia del equipo, y llegaron en el torneo de Division II hasta la ronda Elite-Eight en 2009–2010 en su primera aparición en el torneo nacional.

#### Femenino
Las Lady Blazers iniciaron en 1975. Lyndal Worth fue quien dirigió al equipo. En la era de Worth, las Lady Blazers ganaron el GAIAW Division I en 1977 y 1978, finalistas del GAIAW Division I en 1976 y 1979, y campeonas del AIAW South Regional en 1978 y 1979.
Charles Cooper dirigió a las Lady Blazers en 1982 despupes de haber dirigido al equipo femenil de baloncesto de Lowndes High School. Con Lowndes, Cooper ganó 122 partidos consecutivos y no perdieron ni un solo partido entre 1976 y 1980. En sus cuatro años al mando del equipo, las Lowndes Vikettes ganaron el título estatal y nacional. En 1983 y 1984 las Lady Blazers ganaron la Gulf South Conference Championship y la NCAA Division II South Regional Champions. En 1984 llegaron al Final four del NCAA Division II.
Jane Williamson tomó al equipo en 1995. Con Williamson Valdosta State ganó el título de la Gulf South Conference East Division en 1995 y 1997, y finalistas en 1999. Yevette Sparks dirigió a las Lady Blazers en el 2000 y Kiley Hill en 2001. Con Hill tuvieron nueve temporadas ganadoras consecutivas, 10 apariciones en el torneo de la Gulf South Conference, tres títulos divisionales, seis temporadas con al menos 20 victorias y seis apariciones en el torneo de Division II. Las Lady Blazers ganaron el GSC East en 2004–05, 2006–07 y 2009–10, y llegaron en el torneo de la NCAA Division II a la ronda de Sweet 16 en 2008 y 2012.
En 2010 luego de ganar el GSC East Championship, Kiley Hill ganó el premio de entrenadora del años en la GSC East. Las Gulf South Conference premió a Hill por sus temporadas ganadores entre 2000–2009. En 2012, Hill gana el premio a entrenadora del años en la región sur.

### Golf
El programa inició en 1984. el equipo apareció en el torneo de la NCAA 11 veces, y Briny Baird ganó el campeonato individual de la NCAA en 1994 y 1995. Los Blazers también ganaron el Gulf South Conference Championships en 1994, 1996, 1999, y 2000, y el GSC Individual Championships en 1989, 1990, 1992, 1994, and 2007.

### Voleibol
Las Lady Blazer reiniciaron el programa en 1995 luego de 15 años de ausencia. En su año inaugural con Paul Cantrell las Lady Blazers terminaron con marca de 13–17, y de 15–16 en 1996. En 2005 Sia Poyer tomó al equipo y en 2006 ganan el Gulf South Conference Tournament por primera vez desde el 2000.

### Cross country
El programa inició en 1972 con Dave Waples como el entrenador. El equipo ganó cuatro veces seguidas la South Atlantic Conference (1975–1978), y el torneo estatal en 1976 y 1978. Los Blazers llegaron en varias ocasiones al torneo de la NCAA terminando en el lugar 17.º (1975), 8.º (1976 y 1977), antes de terminar en tercer lugar nacional en 1978 con marca de 50–3. "Jersey Joe" Germano es el mejor corredor en la historia de la universidad, ganando el logro All-America en 1976 y 1977. El deporte fue cerrado en 1978. El programa fue reinstalado en 1982 con un equipo femenil tiempo después. Ambos equipos han finalizado entre los mejores 10 en el NCAA Southeast Regional Cross Country Championships en 2009.

### Fútbol
Valdosta State incluyó al equipo femenil por primera vez en 2009. Melissa Heinz fue la primera entrenadora en la historia del equipo. Tras siete años en el cargo, Heinz ganó el trofeo de entrenadora del año en la NCAA Division I.
Su primer partido fue ante Georgia Southwestern State Hurricanes. el fútbol fue el 12.º deporte de Valdosta State, y el sexto equipo femenil.  En su primer años las Lady Blazers terminaron con un record general de 11-6-2 y de 5-1-1 en la Gulf South Conference.